# Turism i Göteborg
Turismen i Göteborg genererar årligen över 20 miljarder kronor i skattepengar till Göteborgs kommun och staten.

## Hotell och besöksnäring
Från och med mitten av 1990-talet har turistnäringen ökat stort i Göteborg, och 2006 var tre hotell på gång att etableras. Det är det gamla Posthuset som ska byggas om till lyxhotell; Clarion Hotel Post, Avalon hotel vid Kopparmärra och Hotel Gothia Towers tredje torn. År 2006 räknade man med att det fanns 6 690 hotellrum i staden.

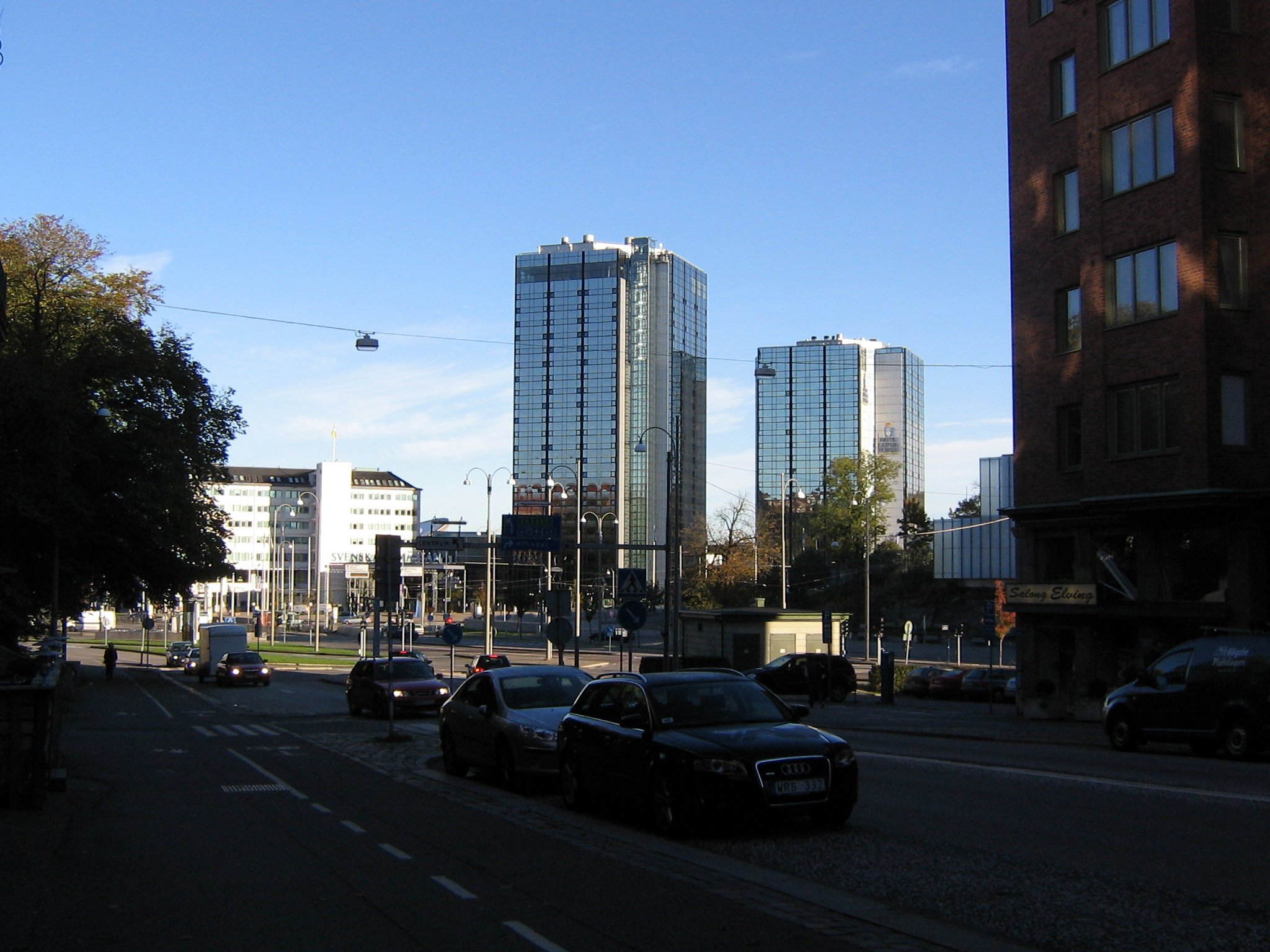
Hotel Gothia Towers sett från Eklandagatan

Göteborgs, och Nordens näst största hotell är Hotel Gothia Towers med 1 200 rum.
Andra lite mindre, men desto lyxigare hotell är Elite Plaza Hotel och Elite Park Avenue Hotel. Park Avenues historia började redan 1944. På den tiden fanns det många stora industrier i Göteborg som behövde hotellrum till sina utländska kontakter, så när kriget äntligen var slut kunde man återigen börja resa och bjuda in sina utländska kunder till Göteborg. Den kände arkitekten Nils Einar Eriksson anlitades och bygget kom igång 1948 och den 8 juni 1950 var det klart för invigning. Elite Plaza Hotel invigdes i det ombyggda Sveahuset år 2000. Hotellet är det enda femstjärniga i Göteborg.
Andra lite större hotell är First Hotel G som ligger i Centralhuset i anslutning till Göteborgs Centralstation, Quality Hotel 11 på Norra Älvstranden och Hotell Liseberg Heden.
Varje år drar staden in mer än 21 miljarder kronor till staten som direkt kommer ifrån turister som besöker Göteborg. Festivaler som Way Out West och Kulturkalaset beräknas årligen generera över 200 miljoner kronor i skattepengar, Ullevikonserterna å sin sida drar in 300 miljoner.

## Evenemang
Göteborg har under 1990-talet satsat på att öka antalet besökare till Göteborg genom att bli en så kallad evenemangsstad. De stora evenemangen ordnas av kommun och näringsliv tillsammans genom samarbetsorganisationen Göteborg & Co. Några nyligen gjorda satsningar är: Göteborg som julstad (med bland annat Jul på Liseberg) och Göteborg som hamn för stora kryssningsfartyg. I Svenska Mässan anordnas många stora mässor, möten och konferenser. 
Kommunen försöker att få ordna så många stora idrottsevenemang som möjligt. En satsning som haft stor utdelning var när VM i friidrott anordnades 1995. I samband med detta började man även på allvar med den stora folkliga festen Göteborgskalaset.

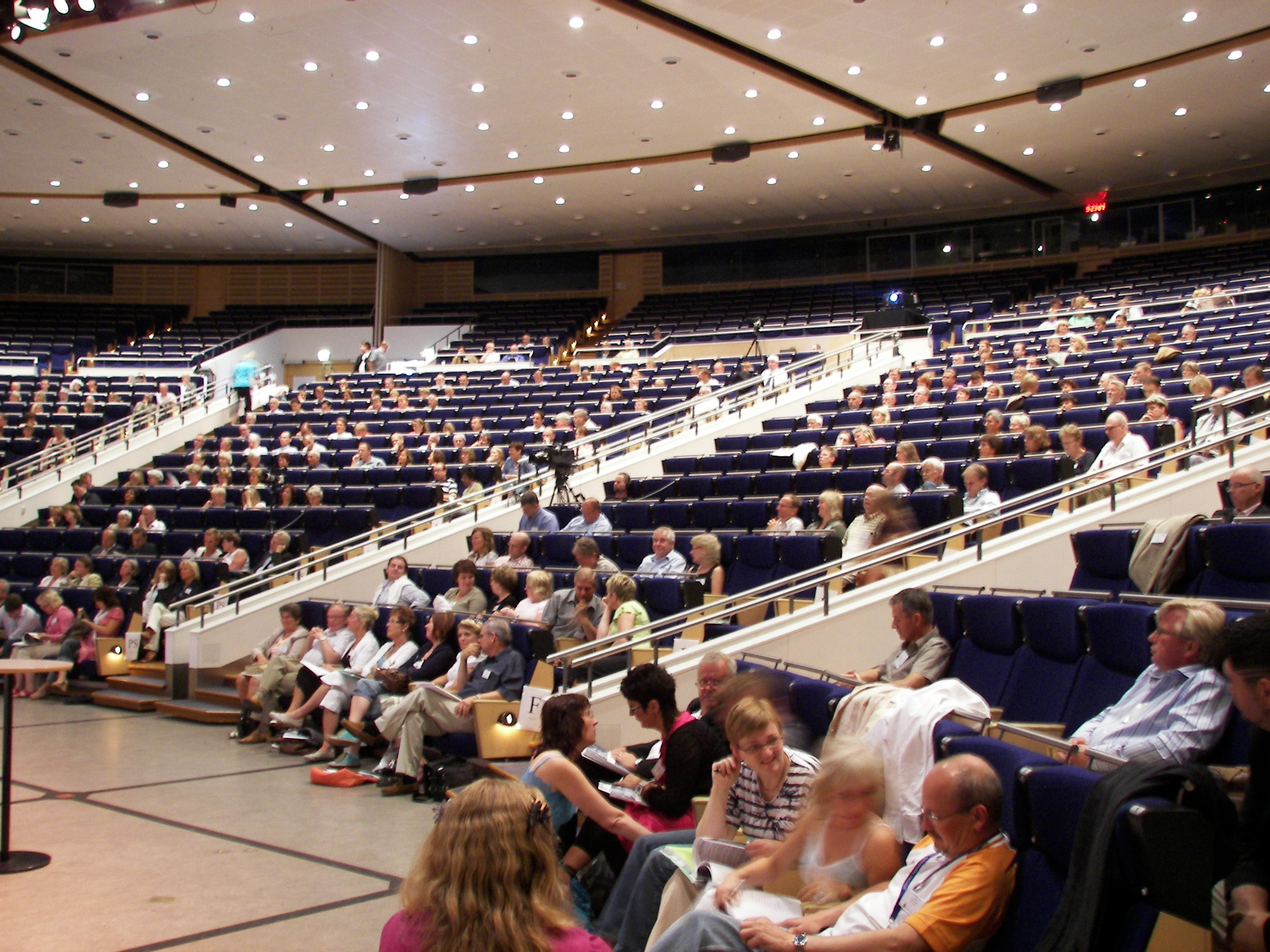
Svenska Mässan

På egen hand har flera stora årliga, internationella ungdomscuper växt fram och blivit något av kännetecknande för Göteborg. Den mest kända är fotbollscupen Gothia Cup, men här finns även en stor handbollscup, Partille Cup, och en stor basketcup.
Göteborg har många återkommande kulturevenemang. Ett av de största är Bok- och biblioteksmässan. Mässan arrangeras årligen i Göteborg av Bok & Bibliotek i Norden AB. Mässan är Nordens största mötesplats för bok- och biblioteksbranschen. Bokmässan startade 1985 och hade då 5 000 besökare. Sedan dess har den vuxit för varje år och 2003 registrerades drygt 110 000 besök under fyra dagar. Andra stora saker som händer är Göteborg Dans & Teater Festival och Göteborgs filmfestival. Filmfestivalen är i dag Nordens största och går av stapeln sista veckan i januari och varar i tio dagar. Filmer från hela världen visas nästan oavbrutet på åtskilliga biografer och teatrar runt om i staden. Samtidigt har festivalen blivit en av de viktigare mötesplatserna för den nordiska filmbranschen med ett femtiotal seminarier.
Festivalens centrum är biografen Draken vid Järntorget. Andra biografer som deltar i GFF varierar över åren, några som förekommit flera år är exempelvis Bio Capitol och Hagabion och teatrar som Storan, Pusterviksteatern och Folkteatern. Festivalen drivs som en ideell förening och verksamheten stöds bland andra av Göteborgs stad, Svenska Filminstitutet, Västra Götalandsregionen, Nordiska Film- och TV-Fonden och Scandinavian Films. Andra kulturella inslag under året är Göteborgs Internationella Konstbiennal, Kulturnatta, Vetenskapsfestivalen och Göteborgs Jazzfestival.
Vetenskapsfestivalen, med olika vetenskapliga aktiviteter, hålls varje år i maj. Göteborgs universitet och Chalmers tekniska högskola bidrar med kunskapen. 
Kulturkalaset (sedan 2007, dessförinnan hölls Göteborgskalaset) är Sveriges största stadsfestival[källa behövs], en gatufest som pågår i stora delar av centrala Göteborg. Det arrangeras varje år under andra veckan i augusti, då festplatser iordningställs på flera platser i staden med scener och tillfälliga serveringslokaler. På flera av ställena spelar musiker upp till dans, och det är visuppträdanden eller pop- och rockkonserter. Vissa år har det dukats upp bord för "räkfrossa" på Avenyn.
Ett av de större evenemangen som tillkommit under senare år är Göteborg Aero Show som sedan starten 2008 etablerat sig som Sveriges största årligen återkommande flygdagar. Arrangeras av upplevelsecentret Aeroseum alltid den sista helgen i augusti, vid Säve depå intill Göteborg City Airport.